# Gaspard de Pontevès
Gaspard de Pontevès (* 1557 in Marseille; † 1610 in Avignon) war ein provenzalischer Adliger in der Zeit der Hugenottenkriege, der insbesondere von 1589 bis 1595 aktiv war. Er war Comte de Carcès, von 1582 bis 1610 erblicher Großseneschall der Provence und von 1592 bis 1594 Gouverneur der Provence, sowie einer der Anführer der Katholischen Liga in der Provence.

## Biographie

### Familie
Gaspard d Pontevès, Comte de Carcès, ist der Sohn von Jean de Pontevès (1512–1582) und Marguerite de Brancas-Céreste (Haus Brancas). Er heiratete am 27. Februar 1588 in Dijon Éléonore de Prez de Montpezat († nach 1658), Tochter von Melchior des Prez und Henriette de Savoie-Villars, von der er zwei Kinder bekam:
- Jean de Pontevès (1590–1656), 3. Comte de Carcès; ⚭ 18. Juli 1651 Marie d’Aloigny de Rochfort
- Gabrielle de Pontevès; ⚭ 19. Februar 1612 Guillaume de Simiane († 1642), Marquis de Gordes.

Henriette de Savoie-Villars, die Tochter von Honorat II. de Savoie, marquis de Villars, heiratete 1576 in zweiter Ehe Charles II. de Lorraine, duc de Mayenne (1554–1611), der dadurch der Stiefvater von Gaspards Ehefrau ist; Henri I. de Lorraine, duc de Guise war dessen Bruder.
Gaspard de Pontevès hatte beim Tod seines Vaters 1582 den Titel des Grafen von Carcès und das Amt des Grand-Sénéchal de Provence geerbt, die er beide 1610 an seinen Sohn Jean weitervererbte; dessen Erbe wurde François de Simiane, der Sohn seiner Schwester Gabrielle.

### Marseille und die Liga (1589–1592)
Zusammen mit seinem Vetter Hubert de Garde de Vins führte Gaspard de Pontevès die Liga in der Provence. Er profitierte vom Ruf seines Vaters, der bereits die Katholiken der Provence angeführt hatte, und der traditionell dominierenden Stellung seiner Familie innerhalb des provenzalischen Adels. Zu Beginn seiner Tätigkeit war seine Position naturgemäß noch schwach.
Nach dem Mord am Herzog von Guise, dem landesweiten Anführer der Liga, am 23. Dezember 1588, entschied der Rat der Stadt Marseille am 11. März 1589, der Katholischen Liga beizutreten; eine Prozession, an deren Spitze sich Gaspard de Pontevès und der Klerus befanden, zog zum Réal-Tor, um ein Kreuz aufzurichten. Durch diesen symbolischen Akt anerkannte die Stadt nicht mehr Autorität des Königs Heinrich III. Als Reaktion darauf erklärte Heinrich III. Gaspard de Pontevès der Majestätsbeleidigung (lèse-majesté) schuldig. Im April 1589 trat auch das Parlement in Aix-en-Provence der Liga bei und anerkannte den Herzog von Mayenne, Bruder des Ermordeten Guise, als Lieutenant-général des Königreichs. Eine kleine Minderheit des Parlements zog sich nach Pertuis zurück. Die provenzalische Liga befand sich unter der Bedrohung durch die Truppen La Valettes, dem Bruder des Herzogs von Épernon, der ihm seinen Posten 1587 überlassen hatte. Ohne Unterstützung von außen konnte die Liga nicht aufrechterhalten werden. Deshalb verhandelte Hubert de Vins Karl Emanuel I., Herzog von Savoyen. Die provenzalische Liga mit dem Herzog von Savoyen, Charles-Emmanuel I. von Savoyen, Charles-Emmanuel. Die provenzalische Liga war daraufhin in zwei Lager gespalten:
- ein französischer Flügel unter Gaspard de Pontevès
- ein savoyardischer Flügel unter Hubert de Vins und Chrétienne d’Aguerre, der Comtesse de Sault

Bei der Wahl zum Ersten Konsul von Marseille im Oktober 1589 ließ Gaspard de Pontevès die Stadträte entfernen, die ihm feindlich gesinnt waren, damit einer seiner Anhänger gewählt wurde, Pierre Caradet de Bourgogne. Im Oktober 1590 stellte sich Pontevès gegen Charles de Casaulx und ließ Cornelio Remuzan zum Ersten Konsul wählen. Nach der Übernahme der Macht durch Casaulx und seiner Ernennung zum Ersten Konsul wollte Pontevès die Stadt Marseille der Autorität dieses neuen Diktators entziehen. Am 5. August 1592 bezog er mit 1400 Arkebusieren und 400 Reitern Stellung in Gardanne und sandte seinen Leutnant Saint-Roman, um die Porte d’Aix zu erobern. In der Nähe dieses Stadttors, in dem Moment, als er Schießpulver an seine Männer verteilte, ließ ein Soldat einen brennen Docht auf eines der Pulverfässer fallen. Es folgte eine Reihe von Explosionen, die mehrere Männer verletzten und in der Stadt Alarm schlugen – dies wird in Marseille die Journée des brûlés genannt. Gaspard de Pontevès musste sich zurückziehen.

### Gouverneur der Provence (1592–1595)
Nach dem Tod von La Valette, der bei der Belagerung von Roquebrune tödlich verwundet wurde, unterzeichnete der Herzog von Mayenne am 27. Juli 1592 ehn in Schreiben, mit dem Gaspard de Pontevès, Comte de Carcès, zum Gouverneur der Provence ernannt wurde. Der Herzog von Épernon, der immer noch die Provinzregierung innehatte, drang an der Spitze gaskognischer Söldner in die Provence ein. Am 25. Juni 1593 griff er Aix-en-Provence an, die vom Comte de Carcès verteidigt wurde und sich siegreich wehrte. Nach der Konversion des neuen Königs Heinrich IV. zum Katholizismus am 25. April 1593 erkannte das Parlement der Provence, das erste rebellierende Parlement des Königreichs, am 5. Januar 1594 den Bourbonen als König an. Heinrich IV. zog daraufhin der Herzog von Épernon aus der Provence ab und bestätigt mit einem Schreiben vom 10. Mai 1594 den Comte de Carcès in seinem Amt als Gouverneur, das er vom Herzog von Mayenne erhalten hatte. Am 22. Oktober 1595 wurde dieser Posten Charles de Lorraine, Herzog von Guise, dem Sohn des Ermordeten Henri de Lorraine, anvertraut.